# Liste des conseillers régionaux des Vosges
Liste des conseillers régionaux  du département de Vosges pour la Lorraine[Quand ?].
| Conseiller régional        | Groupe            |
| Jacqueline Bedez-Stouvenel | Groupe Socialiste |
| Lovely Chrétien            | Groupe Socialiste |
| Christian Franqueville     | Groupe Socialiste |
| Jean-Marie Lalandre        | Groupe Socialiste |
| Nathalie Mangeot           | Groupe Socialiste |
| Jean-Pierre Moinaux        | Groupe Socialiste |
| Daniel Gremillet           | Groupe UMP        |